# Chansons pour tous les jours
Albums de Anne Sylvestre
Fabulettes aux oiseaux Fabulettes aux lumières
Chansons pour tous les jours est un album d'Anne Sylvestre pour les enfants, paru chez EPM en 2000.

## Historique
Paru en 2000, c'est le quinzième album de la collection des Fabulettes chez EPM Musique.

## Titres
Toutes les chansons sont écrites et composées par Anne Sylvestre.
| No  | Titre                  | Durée      |
| --- | ---------------------- | ---------- |
| 1.  | Les Pissenlits         | 1 min 13 s |
| 2.  | Un clown               | 1 min 44 s |
| 3.  | Je traîne la main      | 2 min 45 s |
| 4.  | Si j'étais un poisson  | 1 min 24 s |
| 5.  | Histoire interminable  | 2 min 16 s |
| 6.  | La Baguette            | 1 min 10 s |
| 7.  | Je suis perdu(e)       | 1 min 54 s |
| 8.  | À croupetons           | 58 s       |
| 9.  | C'est mon doudou       | 1 min 30 s |
| 10. | Les Trousseaux de clés | 1 min 48 s |
| 11. | Dans mon assiette      | 2 min 09 s |
| 12. | Pas de médicaments     | 1 min 43 s |
| 13. | Si je grimpe           | 1 min 49 s |
| 14. | Ça fait rien pas       | 1 min 39 s |
| 15. | Berceuse à griffes     | 2 min 21 s |

## Production
- Production : Anne Sylvestre
- Direction Musicale : François Rauber
- Paroles et musique : Anne Sylvestre
- Prise de son : Thierry Alazard
- Masterisation : Raphaël Jonin
- Dessin : Pef
- Maquette : Bruno Boussard[1]